# Festspiel der Deutschen Sprache
Das Festspiel der Deutschen Sprache wurde 2006 von der Kammersängerin Edda Moser ins Leben gerufen. Sie ist bis heute die künstlerische Leiterin des Festspiels. Die Ursula Lübbe Stiftung und die Verlagsgruppe Bastei Lübbe sind Mitbegründer und Mitorganisator des Festspiels, das einmal jährlich stattfindet und durch Sponsoren finanziert wird.
Kammersängerin Edda Moser ist es ein besonderes Anliegen, die Muttersprache in ihrer Vielfalt und Schönheit zu zeigen und zu erhalten. Sie fand Zustimmung in der Politik, bei Kulturschaffenden und Vertretern der Wirtschaft. Inzwischen nimmt das Festspiel der deutschen Sprache einen wichtigen Platz innerhalb einer seit Jahren anhaltenden Debatte über die Veränderungen der deutschen Sprache ein.
Die Auftaktveranstaltung fand am 6. Oktober 2006 auf der Heidecksburg statt; seit 2007 ist das Goethe-Theater Bad Lauchstädt Austragungsort. Lübbe Audio dokumentiert die Veranstaltungen auf Hörbuch. In der Festspiel-Edition sind bisher 8 Hörbücher erschienen. Bastei-Lübbe stellt die gesamten Nettoerlöse dem Festspiel der deutschen Sprache bzw. dem Goethe-Theater Bad Lauchstädt zur Erhaltung des historischen Theatergebäudes zur Verfügung. Das ist möglich, weil alle Mitwirkenden und die Rechte gebenden Verlage auf ein gesondertes Honorar für die Hörbucheinspielung verzichten. Schirmherr ist der Ministerpräsident von Sachsen-Anhalt. Der MDR zeichnet die Veranstaltungen auf.

## Einzelveranstaltungen
9. Oktober 2006: Im Gründungsjahr stand das Festspiel unter der thematischen Überschrift Schönheit und Kraft der deutschen Sprache und Weimar als Wiege der deutschen Klassik.
19. Oktober 2007: Lesung mit Corinna Harfouch, den Schauspielern Otto Schenk und Axel Milberg sowie Peer Roggendorf. Es wurden Texte von Johann Wolfgang von Goethe, Hans Magnus Enzensberger, Rainer Maria Rilke, Erich Kästner, Heiner Müller, Gottfried Benn, PeterLicht und Alfred Polgar gelesen.
17. Oktober 2008: Lesung mit Katharina Thalbach, Axel Milberg, Udo Samel, Otto Schenk und Maximilian Schell. Es wurden Gedichte und Texte von Erich Kästner, Friedrich Schiller, Theodor Fontane, Hermann Hesse, Reiner Kunze u. v. a. rezitiert.
11. September 2009: Lesungen durch Renan Demirkan, Gudrun Landgrebe Sebastian Koch, Axel Milberg und Otto Schenk.
12. September 2010: Szenische Lesung Kabale und Liebe mit Pauline Knof, Gudrun Landgrebe, Sebastian Koch, Ernst Jacobi, Axel Milberg und Hans Stetter.
9. September 2011: Die Rezitierung von Goethes Faust. Eine Tragödie übernahmen Burghart Klaußner, Ulrich Matthes, Markus Meyer und Pauline Knof, Katharina Thalbach, Ernst Jacobi und Hans Stetter.
14. September 2012: Szenische Lesung „Nathan der Weise“ mit Norbert Beilharz, Elisabeth Trissenaar, Christian Grashof, Anna Thalbach, Katharina Thalbach, Benjamin Krüger, Hermann Beyer und Hans Stetter.
6.–8. September 2013: Uraufführung des eigens für das Festspiel geschriebenen Stückes „Neun Nonnen fliehen“ von Rolf Hochhuth mit Dominique Horwitz, Uwe Bohm, Caroline Beil, Benjamin Krüger, Anna Thalbach, Bernhard Schütz, Rainer Sellien, Sören Canenbley, Hans Stetter u. a.
12.–14. September 2014: Szenische Lesung Schillers’ Drama „Don Carlos“ mit Benjamin Krüger in der Titelrolle, Burghart Klaußner als König Philip, Kai Schumann als Marquis Posa und Anna Thalbach als Prinzessin Eboli u. a.
3.–6. September 2015: Festkonzert des MDR-Sinfonieorchesters und szenische Lesung des Dramas „Die Räuber“ von Friedrich Schiller mit Günther Maria Halmer, Johannes Geißer, Barnaby Metschurat, Lilith Stangenberg, Bernt Hahn, Leo Zirner, Peter Prager, Uwe Bohm, Jakob Diehl u. a. Außerdem ein philosophisch-literarisches Gespräch moderiert von Giovanni di Lorenzo und eine Lesung des Lustspiels „Der zerbrochne Krug“ von Heinrich v. Kleist mit Burghart Klaußner
15.–18. September 2016: Festkonzert des Händelfestspielorchesters Halle „Magie und Mythos – Zauberinnen des Barock“ im historischen Kursaal und szenische Lesungen des Trauerspiels „Maria Stuart“ von Friedrich Schiller mit Hanna Schygulla, Sibylle Canonica, Hans Jürgen Schatz, Bernt Hahn, Peter Prager, Thomas Stecher, Benjamin Krüger, Monika Lennartz, Martin Valdeig und Ludo Vici.
7.–10. September 2017: Festkonzert der Anhaltischen Philharmonie Dessau mit Ouvertüre zu Mozarts Oper „La clemenza di Tito“ und Konzert für Klavier und Orchester B-Dur, Solist Benjamin Moser; szenische Lesungen von Goethes Schauspiel „Torquato Tasso“ mit Bernt Hahn, Sunnyi Melles, Nina Hoger, Markus Meyer und Christian Werner.
8.–14. Oktober 2018: Podiumsgespräch mit Edda Moser und Peter Schreier; szenische Lesungen von Goethes „Iphigenie auf Tauris“ und „Faust - der Tragödie erster Teil“ mit Peter Bause, Marie Anne Fliegel, Bernt Hahn, Walter Kreye, Sunnyi Melles, Markus Meyer, Martin Valdeig und Angela Winkler; Abendkonzert mit dem Liederzyklus „Schwanengesang“ von Franz Schubert mit Jan Kobow, Tenor; literarisch-philosophisches Gespräch von Alfred Grosser mit Sachsen-Anhalts Ministerpräsident Reiner Haseloff.
11.–15. September 2019: Festkonzert des MDR-Sinfonieorchesters mit Musik von Beethoven; szenische Lesungen von Lyrik und Balladen aus drei Jahrhunderten „Die Vergangenheit ist immer gegenwärtig“ und Hugo von Hofmannsthals lyrischem Drama „Der Tor und der Tod“ mit Sibylle Canonica, Cornelia Froboess, Leopold Altenburg, Bernt Hahn, Friedrich Wilhelm Junge und Thomas Stecher; literarisch-philosophisches Gespräch von Reiner Haseloff mit Georg-Büchner-Preisträger Martin Mosebach über die Zukunft der deutschen Sprache im Zeitalter der Algorithmen; „Die Zauberflöte“ von Mozart in der rekonstruierten, von Goethe 1794 im Weimarer Hoftheater und Lauchstädter Kurtheater inszenierten „Weimarer Fassung“ von Christian August Vulpius, mit dem Ensemble l’arte del mondo und begleitender Ausstellung.
9.–18. Oktober 2020: u. a. Aufführungen von „Die Zauberflöte“ in der Weimarer Fassung von 1794 mit Henri Sigfridssson (Hammerflügel), Elenora Pertz (Glockenspiel), Johannes Stermann (Sarastro), Attilo Glaser (Tamino), Vanessa Waldhart (Königin der Nacht), Franziska Krötenheerdt (Pamina), Andreas Beinhauer (Papageno), Anna Christin Sayn (Papagena), Ines Lex, Sylvia Rena Ziegler, Jana Markovic (die Drei Damen), Maximilian Fieth (Monostatos), Georg Reinemeier, Julius Halter und Johann Aki Osner (die Drei Knaben), Samuel Hasselhorn (Sprecher), Julian Schulzki (Zweiter Priester und Erster Geharnischter), Rainer Stoß (Zweiter Geharnischter).